# Censure littéraire aux États-Unis
La censure des livres aux États-Unis est décidée aussi bien au niveau fédéral qu'au niveau local. Elle se décline en retrait de livres de la circulation ou décisions d'une diffusion restreinte de matériels littéraire, artistique ou éducatif - d'images, d'idées et d'informations - au motif que ceux-ci sont moralement ou autrement répréhensibles à la lumière des normes appliquées par le censeur. La censure est « la réglementation de la parole et d'autres formes d'expression par une autorité bien établie ». L'intention générale de la censure, sous quelque forme que ce soit, est d'agir comme « une sorte de sauvegarde pour la société, généralement pour protéger les normes et les valeurs […] la censure supprime ce qui est considéré comme répréhensible d'un point de vue politique, moral ou religieux ».
Les bibliothèques de l'université Marshall, qui mènent des recherches sur les livres interdits aux États-Unis, définissent un livre interdit comme celui qui a été « retiré d'une bibliothèque, d'une salle de classe, etc. » et un livre contesté comme celui qui « a fait l'objet d'une demande pour être retiré d'une bibliothèque, d'une salle de classe, etc. » par un censeur.
Les bibliothèques publiques et scolaires aux États-Unis ont la possibilité de limiter le choix des livres proposés à la lecture aux enfants. Ce problème « met en évidence la tension entre l'autorité parentale et la société, mais il s'agit finalement de définir la valeur américaine ». Il a été suggéré que, comme il existe des conseils parentaux pour les films, il existe un besoin similaire pour les livres. Certains des livres interdits sont précieux pour aider les enfants à découvrir leur identité ou à s'éduquer. Ceux-ci ne sont pas tous interdits dans tous les États, par tous les éducateurs.
La censure est le plus souvent le fruit de décisions de responsables ou commanditaires de l'éducation : parents, commissions scolaires, groupes de pression, clergé, bibliothécaires et enseignants. L'interdiction, l'une des méthodes de censure les plus permanentes et les plus efficaces, commence par une contestation puis progresse jusqu'à ce que le livre ne soit plus disponible pour aucun élève d'une école, d'une bibliothèque ou d'un district. Très souvent, la censure se fait à l'initiative de parents d'élèves. People For The American Way a rapporté qu'au cours de l'année scolaire 1991-1992, le taux de succès des censeurs lors de leur demandes est passé à 41 % contre 34 % l'année précédente. En réponse, plusieurs organisations professionnelles telles que l'American Library Association (ALA), la Fondation pour la liberté de lecture (Freedom to Read Foundation) et la Coalition nationale contre la censure (National Coalition Against Censorship) ont utilisé diverses initiatives pour lutter contre la censure des livres sous toutes ses formes,. Combattant la censure des livres avec leur plaidoyer en faveur des droits du premier amendement, ces organisations existant de longue date ont été au centre de plusieurs affaires portées devant la Cour suprême depuis le début des années 1970,. 
Le phénomène est en forte croissante, et à l’automne 2021, l’Association américaine des bibliothèques a indiqué avoir reçu le nombre « inédit » de 330 signalements, « une hausse sans précédent », selon la responsable de l’association. Les trois motifs les plus souvent invoqués à l'appui de demande d'interdiction sont par ordre décroissant un contenu sexuellement explicite, un langage « offensant » et l'inadaptation d'un ouvrage à l'âge de ses lecteurs, mais une vingtaine d'autres motifs ont été recensés.  
Depuis 2020, plusieurs tentatives ont été faites par des États américains pour imposer la censure dans les bibliothèques publiques ou scolaires par le biais de lois. En 2024, des procès sont encore en cours contre ces lois, et l'argument selon lequel les politiques auraient le droit de décider du contenu proposé par les bibliothèques, car il s'agirait d'un « discours gouvernemental » non soumis au Premier amendement sur la liberté d'expression ont jusque là été battus en brèche.   

## Histoire

### Des colonies au XIXesiècle
Au cours des années 1600, une forme typique de censure des livres aux États-Unis était l'autodafé. En octobre 1650, le pamphlet de William Pynchon , Le prix méritoire de notre rédemption, fut critiqué et rapidement brûlé par le gouvernement puritain. Ce livre brûlé à Boston, dans le Massachusetts, est souvent appelé et même considéré comme le « premier livre brûlé en Amérique ».
Le 3 mars 1873, la loi Comstock fut adoptée par le Congrès des États-Unis sous l'administration Grant ; elle est également appelée loi sur la « suppression du commerce et de la circulation de la littérature obscène et des articles à usage immoral ». La loi a criminalisé l'utilisation du service postal américain pour envoyer l'un des éléments suivants : contenu érotique, contraceptifs, abortifs, jouets sexuels, lettres personnelles faisant allusion à tout contenu ou information à caractère sexuel, ou toute information concernant l'un des éléments précités. La loi a non seulement restreint la distribution de matériel pornographique, mais aussi la diffusion de revues médicales contenant des informations sur les contraceptifs et l'avortement. Dans des endroits comme Washington, DC, où le gouvernement fédéral a une juridiction directe, la loi a également fait ériger en délit, passible d'une amende et d'une peine d'emprisonnement, le fait de vendre, donner ou détenir toute publication « obscène ». La moitié des États ont adopté des lois anti obscénité similaires qui interdisent également la possession et la vente de matériel obscène.
Feuilles d'herbe, le recueil de poésie de Walt Whitman, a été retiré de la diffusion à Boston en 1881, après que le procureur de district eut menacé de poursuites pénales pour l'utilisation d'un langage explicite dans certains poèmes. L'œuvre a ensuite été publiée à Philadelphie. Cette version a connu cinq éditions de 1 000 exemplaires chacune. Son premier tirage, sorti le 18 juillet 1882, a été épuisé en une journée.
Le livre notoirement contesté de Mark Twain, Les Aventures de Huckleberry Finn, a été publié pour la première fois aux États-Unis en février 1885 et a été rapidement interdit par les bibliothécaires du Massachusetts en mars de la même année. Il a fait l'objet d'un examen plus approfondi ces derniers temps en raison de l'utilisation fréquente par Twain du mot « nègre » ainsi que des qualificatifs « aveugle à la race » et « perpétuant le racisme » attribués au roman. Il a depuis été, et reste, parmi les 100 livres les plus contestés à ce jour.
En 1915, l'architecte William Sanger a été inculpé en vertu de la loi de New York pour avoir diffusé des informations sur la contraception. Son épouse Margaret Sanger a également été inculpée en 1915 pour son œuvre The Woman Rebel. Sanger a fait circuler ce travail par l'intermédiaire du service postal américain, violant ainsi la loi Comstock. En appel, sa condamnation a été annulée au motif que les dispositifs contraceptifs pouvaient légalement être promus pour le traitement et la prévention des maladies.
La publication de l'ouvrage de Charles Darwin L'Origine des espèces en 1859 « a déclenché une controverse qui résonne encore aujourd'hui. En présentant une théorie révolutionnaire de l'évolution, le naturaliste britannique a remis en cause l'histoire biblique de la création et a provoqué la colère des détracteurs qui l'ont accusé de « détrôner Dieu ». Malgré la controverse environnante, L'Origine des espèces est resté non censuré aux États-Unis jusque dans les années 1920, lorsque les programmes d'études secondaires ont commencé à incorporer la théorie de l'évolution darwinienne. » Il a été interdit peu après dans certaines parties de l'Amérique, notamment dans le Tennessee, à l'occasion du procès du singe. L'interdiction du Tennessee a perduré jusqu'en 1967, « lorsque la Cour suprême l'a déclarée contraire aux premier et quatorzième amendements de la Constitution.

### Après la Première Guerre mondiale
L'interdiction des livres se répand au cours du vingtième siècle alors que des écrivains modernistes et progressistes tels que James Joyce, Theodore Dreiser, Ernest Hemingway, F. Scott Fitzgerald et John Steinbeck commencent leur carrière littéraire. Ces auteurs n'ont pas caché leurs opinions sur des sujets controversés. Par exemple, L'Adieu aux armes d'Hemingway dépeint les sombres réalités de la Première Guerre mondiale , et l'histoire des deux amants, Frederic Henry et Catherine Barkley, comprend des détails graphiques d'un accouchement qui a mal tourné. Cette histoire s'éloigne beaucoup de la littérature traditionaliste, majoritaire alors, qui dépeignait le bien l'emportant sur le mal. Certaines villes, dont Boston, ont interdit L'Adieu aux armes en 1929, qualifiant le livre de « salace ».
De plus, Boston a dans les années 1920 censuré d'autres romans tels que The American Mercury, Elmer Gantry, Une tragédie américaine, Strange Interlude et L'Amant de lady Chatterley. La montée de la censure à Boston a suscité une opposition locale. The Harvard Crimson écrivait en 1929 : « Il est devenu si ennuyeux de reprocher à Boston sa répression constante du travail créatif, que nous commençons à nous rendre par désespoir. Les censeurs de Boston ont répliqué que la censure était justifiée car selon le système politique fédéral américain, il est du devoir des États d'implanter leurs politiques éducatives. Les textes sélectionnés pour les écoles sont finalement approuvés par l'État. Les conseils scolaires, dans le cadre du dixième amendement, ont le droit de choisir quel texte approuvé par l'État doit être placé dans les bibliothèques. Au fil des ans, les parents des commissions scolaires ont remis en question la sélection de certains livres par leur État pour leurs bibliothèques. La principale raison des parents et des commissions scolaires est de protéger les enfants des contenus qu'ils jugent inappropriés.
L'État de Géorgie a créé en 1953 la Commission de littérature de Géorgie , qui a initialement décrit son rôle comme étant d'aider les procureurs locaux dans l'application des lois de l'État sur l'obscénité. En 1958, elle a obtenu le pouvoir d'émettre des citations à comparaître et des injonctions pour arrêter la publication. Elle a censuré des centaines de publications, mais est devenu moins puissante après des décisions de justice à son encontre dans les années 1960 ; elle a été abolie en 1973,.

### Depuis 2021
Alors que la censure commence à se décliner au niveau étatique, avec entre autres l'Iowa qui en 2023 promet des sanctions contre les professeurs et bibliothécaires proposant des livres contenant des descriptions graphiques ou textuelles d'actes sexuels ou faisant mention de l'identité de genre ou de l'orientation sexuelle, l'Illinois est le premier à passer une loi anti censure en limitant les mesures autorisées pour restreindre le choix des livres proposés dans les bibliothèques : les bibliothèques publiques qui restreignent ou interdisent des documents en raison d’une désapprobation « partisane ou doctrinale » ne seront pas éligibles au financement de l’État à compter du 1er janvier 2024, date d’entrée en vigueur de la nouvelle loi.
La loi de l'Iowa est partiellement censurée en première instance, un juge considérant que son périmètre est beaucoup trop large et a conduit au retrait de  « centaines de livres des bibliothèques scolaires, y compris, entre autres, des livres d'Histoire non romanesques, des œuvres de fiction classiques, des romans contemporains lauréats du prix Pulitzer, des livres qui apparaissent régulièrement aux examens préparatoires à l'entrée en université (Advanced Placement, et même des livres conçus pour aider les étudiants à éviter d'être victimes d'agression sexuelle ».

## Commissions scolaires
Les commissions scolaires ont souvent été impliquées dans des litiges impliquant le droit à la liberté de lire, qui est considéré par certaines organisations comme étant englobé dans le premier amendement. Certaines affaires juridiques ont atteint les cours suprêmes des États et les cours d'appel des États-Unis. Des cas comme Evans V. Selma Union High School District du comté de Fresno en 1924 ont statué que « le simple fait d'acheter un livre à ajouter à la bibliothèque de l'école n'implique pas l'adoption de la théorie ou du dogme qui y est contenu, ou toute approbation du livre lui-même, sauf en tant qu'ouvrage littéraire digne d'être inclus dans une bibliothèque de référence. Dans Minarcini V. Strongsville City School District en 1976, le tribunal a soutenu la décision du district scolaire de ne pas autoriser l'utilisation de certains textes dans un programme d'études, mais "a trouvé le retrait des livres de la bibliothèque inconstitutionnel, se référant à la bibliothèque comme un 'entrepôt de connaissances'" .
La censure a également été abordée par la Cour suprême des États-Unis dans l'affaire Island Trees School District v. Pico en 1982. Dans cette affaire, la commission scolaire avait retiré certains livres qu'elle jugeait inappropriés. Le tribunal est arrivé à la conclusion que « le premier amendement impose des limites au pouvoir discrétionnaire d'un conseil scolaire local » de retirer des livres des bibliothèques des lycées et des collèges. L'affaire a été portée devant la Cour suprême par cinq élèves qui ont contesté la décision de leur conseil scolaire de retirer neuf livres de la bibliothèque de l'école, après une contestation émanant d'une organisation appelée Parents of New York United. La Cour suprême a statué que, en vertu du premier amendement, « les conseils scolaires locaux ne peuvent pas retirer les livres des étagères des bibliothèques scolaires simplement parce qu'ils n'aiment pas les idées contenues dans ces livres ». Le juge William Brennan, qui a rédigé l'avis, a estimé que « les conseils scolaires locaux ont un large pouvoir discrétionnaire dans la gestion des affaires scolaires, mais ce pouvoir discrétionnaire doit être exercé d'une manière conforme aux impératifs transcendants du premier amendement ». Brennan poursuit en disant que les conseils scolaires ont « une discrétion absolue pour choisir le matériel scolaire » et quels textes sont utilisés dans les salles de classe, donc supprimer les livres du programme d'études ne serait pas inconstitutionnel, tant que la discrétion d'un conseil scolaire n'est pas « exercice d'une manière étroite manière partisane ou politique. Toutefois, le précédent n'est pas très clair en termes de jurisprudence, quatre juges ayant considéré la décision du conseil scolaire comme inconstitutionnelle, quatre juges ayant conclu Él'inverse (avec peut-être quelques exceptions mineures) et un juge ayant conclu que le tribunal n'avait pas à trancher la question sur le fond.

## Procès: argument du «discours du gouvernement»
En 2023, la loi passée par l'Iowa est attaquée en justice. Celui-ci soutient que les publications proposées dans les bibliothèques relèvent du discours gouvernemental, et que l'État a toute latitude pour juger de ce discours. L'argument est battu en brèche par le juge d'appel qui relève qu'une bibliothèque pourrait très bien proposer un ensemble d'ouvrages tels que La République de Platon, Le Prince de Machiavel , Le Léviathan de Thomas Hobbes , Le Capital de Karl Marx et Friedrich Engels , Mein Kampf d'Adolf Hitler et De la démocratie en Amérique d'Alexis de Tocqueville et qu'un État qui tiendrait de tels discours serait particulièrement prolixe et incohérent
En 2024, les avocats du comté rural de Llano, au Texas, demandent à la Cour d'appel de la cinquième circonscription d'annuler une jurisprudence vieille de 30  ans consacrant la liberté d'expression, (Affaire Campbell v. St. Tammany Parish School Board (en)) et de donner aux politiciens une autorité quasi totale sur les livres qui peuvent figurer sur les étagères des bibliothèques publiques ou en être interdits. Leur argument reprend celui de l'Iowa : le contenu des bibliothèques doit être considéré comme le « discours du gouvernement » et ne peut donc pas prêter à contestation sur la base du Premier Amendement. Bien qu'invoqué sans succès à plusieurs reprises dans différents procès, cet argument est présenté avec le soutien de 17 États : Texas, Alaska, Arkansas, Floride, Idaho, Indiana, Iowa, Kansas, Louisiane, Mississippi, Missouri, Montana, Nebraska, Dakota du Nord, Ohio, Caroline du Sud, Utah, et Virginie de l'Ouest. 
Cette demande en appel fait suite à un procès entamé en 2022, (en), où sept résidents qui s'étaient opposés juridiquement au retrait de 17 livres par les bibliothécaires du comté, avaient obtenu gain de cause à titre conservatoire le temps que l'affaire soit jugée sur le fond, décision tout d'abord confirmée en juin 2023 par trois des cinq juges du cinquième circuit, puis annulée en juillet par la cour d'appel de ce même circuit.  

## Motifs de censure
Les livres sont souvent contestés par des parents inquiets qui souhaitent protéger leurs enfants des thèmes ou du contenu des livres. Les livres peuvent être interdits pour différents motifs. Au cours des dix années précédant 2016, les trois principaux motifs invoqués pour contester les documents signalés à l'Office of Intellectual Freedom (Bureau de la liberté intellectuelle, une émanation de l'Association américaine des bibliothèques (ALA)) étaient :
1. Contenu considéré comme « sexuellement explicite ».
2. Contient un « langage offensant ».
3. Contenu « inadapté à un certain groupe d'âge »[44],[45].

Selon l'American Library Association, il existe également plus de 20 autres motifs de censure, y compris pour du matériel ou du contenu jugé : anti-ethnique, culturellement sensible, raciste, sexiste, anti-familial, comportant de la nudité, autres articles offensants, avortement, drogue/alcool/tabac, jeu, gangs, violence, suicide, homosexualité, point de vue politique, point de vue religieux, occulte/satanisme, inexact, erreurs techniques et autres objections Selon People for the American Way et l'ALA, le contenu sexuellement explicite  était la cause la plus fréquemment invoquée au cours de la décennie 1990 à 2000 (pour 92,5 % des livres censurés ou dénoncés), le « langage offensant » venant en seconde position et concernant 61,5 % des ouvrages,.

### Social
De nombreux livres ont été supprimés « en raison du langage, de la caractérisation raciale ou de la description de la consommation de drogue, de la classe sociale ou de l'orientation sexuelle des personnages, ou d'autres différences sociales que les challengers considéraient comme nuisibles pour les lecteurs ». Il existe de nombreux exemples de livres supprimés pour des raisons sociales aux États-Unis. Dawn Sova est l'auteur de Literature Suppressed on Social Grounds, un essai qui répertorie les livres interdits ou contestés pour les motifs précédents afin de faire prendre conscience des raisons pour lesquelles les livres sont censurés. Quelques exemples de ce type de censure sont L'Attrape-cœurs de J. D. Salinger, Vol au-dessus d'un nid de coucou de Ken Kesey et Les Aventures de Huckleberry Finn de Mark Twain. Toutes ces histoires ont des personnages principaux qui ne respectent pas l'autorité et ne vivent pas selon les normes sociétales et les règles sociales. Holden Caulfield, Randle McMurphy et Huck Finn sont similaires dans leur utilisation d'un langage vulgaire et d'une vision du monde anti-traditionaliste. Tous ces livres ont des thèmes de personnages qui sont idolâtrés pour avoir enfreint les règles et vivre une vie pleine de plaisirs au lieu d'écouter et d'adhérer à l'ordre traditionnel. Sova suggère que les censeurs ont cherché à interdire ces livres parce qu'ils craignaient que la nature rebelle des personnages amène les enfants à les suivre, ce qui signifie qu'ils n'auraient alors aucun respect pour leurs parents, la loi ou les enseignants.
Les Aventures de Huckleberry Finn (1884) de Mark Twain a été classé par l'American Library Association comme le 5e livre le plus souvent interdit aux États-Unis en raison d'allégations de racisme en 2007. NewSouth Books a attiré l'attention des médias pour avoir publié une édition expurgée de l'ouvrage qui censurait les mots nigger et Injun . Un parent d'un district scolaire de l'Arizona a tenté de faire interdire le roman dans une affaire qui a été portée devant la Cour d'appel des États-Unis pour le neuvième circuit dans l'affaire Monteiro c. Le district scolaire de Tempe Union (1998).
En août 1939, le conseil d'administration du Comté de Kern en Californie, a adopté une résolution interdisant Les Raisins de la colère aux bibliothèques et écoles du comté. La bibliothécaire en chef de la bibliothèque gratuite du comté de Kern, Gretchen Knief, malgré ses protestations personnelles auprès des superviseurs, a respecté l'interdiction. La censure serait due en grande partie à la dépendance du comté à l'égard de l'agriculture et à l'acceptation de la décision de la bibliothécaire, ainsi qu'à un manque de soutien officiel de ses homologues. L'interdiction a été levée en 1941.
En septembre 2020, le district scolaire unifié de Burbank en Californie a supprimé les lectures obligatoires de Ne tirez pas sur l'oiseau moqueur, Les Aventures de Huckleberry Finn, Des souris et des hommes, The Cay et Roll of Thunder, Hear My Cry du programme du collège et du lycée après que les parents aient dit être préoccupés par le racisme.

### Politique
Des livres ont été censurés pour leur contenu politique par les gouvernements locaux et le gouvernement fédéral. En particulier, les livres que certains perçoivent comme promouvant l'anarchisme, le communisme ou le socialisme ont été supprimés aux États-Unis. Le Manifeste du parti communiste de Karl Marx et Friedrich Engels a été fréquemment contesté et sa diffusion dans les bibliothèques largement restreinte en raison de ses thèmes communistes, en particulier pendant la peur rouge dans les années 1950. 1984 de George Orwell a été contesté dans le  comté de Jackson, en Floride, en 1981 parce qu'il était jugé « pro-communiste et contenait des propos sexuels explicites ». 

### Sexuel
Les critiques pour The "Genius" de Theodore Dreiser (1915) étaient au mieux mitigées. Le Kansas City Star, comme de nombreux quotidiens du Midwest, a qualifié le roman de « cortège de donjuanismes sordides », tandis que le Milwaukee Journal a ridiculisé Dreiser comme un « Caliban littéraire », se vautrant dans la dépravation. De nombreuses bibliothèques et librairies ont refusé d'avoir le livre, et la Société de New York pour la suppression du vice l'a menacé de poursuites judiciaires, ce qui a conduit les partisans de Dreiser à lancer leur propre appel aux armes. Le critique Willard Huntington Wright, ancien rédacteur en chef du Los Angeles Times Book Review et du Smart Set, fan de longue date de Dreiser, s'est lancé« de tout cœur dans une campagne anti-censure au nom du [roman]. Aux côtés d' Alfred Knopf, John Cowper Powys, [l'éditeur Ben] Huebsch et HL Mencken, [il] a fait circuler des pétitions et mobilisé partout où il le pouvait pour l'homme qu'il croyait être l'écrivain le plus important et le plus injustement harcelé de l'époque ». Finalement, cinq cents écrivains ont signé une pétition de la Ligue des auteurs au nom de "Genius", dont Willa Cather, Max Eastman, Robert Frost, Sinclair Lewis, Jack London, Amy Lowell, Jack Reed, Edwin Arlington Robinson, Ida Tarbell et Booth. Tarkington.
L'avant-propos de la réédition de 1923 du roman abordait directement la question de la censure : « Il a été dit que ce livre est préjudiciable à la moralité des jeunes et aurait pu avoir un effet néfaste sur les personnes ayant un faible sens moral, mais faut-il refuser aux milliers de gens normaux et responsables de se voir refuser cette forme de stimulation esthétique simplement parce qu'elle est nocive pour les enfants et les pervers ? » 
Des exemplaires de la revue littéraire The Little Review contenant des épisodes du roman Ulysse de James Joyce ont été saisis par le service postal des États-Unis en vertu de la loi Comstock. L'ouvrage a été censuré en 1921 pour obscénité, à cause d'une scène de masturbation, publiée pour la première fois dans The Little Review. Ulysse a ensuite fait l'objet d'une contestation judiciaire en 1933, dans l'affaire United States v. One Book Called Ulysses.. La décision du juge John M. Woolsey selon laquelle le livre n'était pas obscène a marqué un changement notable dans la façon dont les tribunaux considéraient les obscénités dans les romans.
Le roman d'Henry Miller Tropic of Cancer a été décrit comme « tristement célèbre pour sa sexualité franche » et comme responsable de la « liberté d'expression que nous tenons maintenant pour acquise dans la littérature »,. Il a été publié pour la première fois en 1934 par Obelisk Press à Paris, en France, mais cette édition a été interdite aux États-Unis. Sa publication en 1961 aux États-Unis par Grove Press a conduit à des procès pour obscénité qui ont testé les lois américaines sur la pornographie au début des années 1960. En 1964, la Cour suprême des États-Unis a déclaré le livre non obscène. Il est considéré comme une œuvre importante de la littérature du XXe siècle.
Le livre pour enfants And Tango Makes Three a été l'un des livres les plus contestés du XXIe siècle en raison de l'intrigue, qui se concentre sur deux manchots homosexuels dans le zoo de Central Park. Tango est l'un des nombreux livres qui ont été censurés en raison de thèmes homosexuels. En 2003, le livre pour enfants The Family Book a été retiré du programme scolaire du système scolaire d'Erie, dans l'Illinois, en raison de la représentation dans le livre de familles homosexuelles.
Des fleurs pour Algernon, une courte histoire de science-fiction puis roman écrit par la suite par Daniel Keyes, est classé 43esur la liste de l' American Library Association des 100 libres les plus fréquemment contestés de la décennie 1990-1999. Les raisons des contestations varient, mais se concentrent généralement sur les parties du roman dans lesquelles Charlie a du mal à comprendre et à exprimer ses désirs sexuels. Bon nombre des contestations se sont avérées infructueuses, mais le livre a parfois été retiré des bibliothèques scolaires, notamment en Pennsylvanie et au Texas. Il a remporté le prix Hugo de la meilleure nouvelle en 1960. Le roman a été publié en 1966 et a été colauréat du Nebula Award du meilleur roman cette année-là (avec Babel-17 ).

### Religieux
Aux États-Unis, des livres ont également été contestés pour avoir attaqué les croyances religieuses ou fait état de désaccord avec elles. L'Origine des espèces de Charles Darwin a été contestée et censurée depuis sa publication en 1859 en raison de ses théories sur l'évolution, mais pas avant 1925 aux États-Unis, lorsque la loi Butler a été promulguée dans le Tennessee, interdisant l'enseignement des théories de l'évolution dans tout l'État. Des œuvres, telles que la série Harry Potter, ont également été contestées, car perçues par certains comme promouvant la sorcellerie et l'occultisme.

### Sécurité
Operation Dark Heart, un mémoire de 2010 de l'officier du renseignement de l'armée américaine, le lieutenant-colonel Anthony Shaffer, est remarquable par les efforts déployés par le département américain de la Défense pour tenter de censurer les informations révélées par le livre, même après qu'elles ont déjà été distribuées sans modification. Les copies censurées et originales du livre sont disponibles dans le domaine public.

### Parentalité
En tant qu'auteur, John Green a déclaré : « Le texte n'a pas de sens sans contexte. Ce qui se passe généralement avec Looking for Alaska, c'est qu'un parent a choisi une page du roman à envoyer à un administrateur, puis le livre a été interdit sans que quiconque s'y opposant n'ait lu plus que cette page en particulier ».

### Exemples de livres interdits ou contestés

#### Le Meilleur des mondes
Le roman dystopique d'Aldous Huxley , Brave New World (1931), a été contesté dans divers districts scolaires. En 2003, dans le district scolaire indépendant du sud du Texas, à Mercedes, au Texas, il « a été contesté mais conservé ». Les parents s'étaient « opposés aux thèmes adultes – sexualité, drogue, suicide – qui apparaissaient dans le roman. Le livre de Huxley faisait partie du programme d'études d'été de l'Académie des sciences. Le conseil d'administration a voté pour donner aux parents plus de contrôle sur les choix de leurs enfants en exigeant des directeurs d'école qu'ils offrent automatiquement une alternative à un livre contesté.

#### Des souris et des hommes
Des souris et des hommes de John Steinbeck, publié pour la première fois en 1937, est considéré comme un classique américain et classé comme le 12e meilleur roman du XXe siècle par le Radcliffe Publishing Course. Il est resté un choix populaire pour l'enseignement dans les programmes d'anglais en raison de sa nature simpliste, mais de son message profond. Quoi qu'il en soit, le roman est apparu dans le top dix des livres les plus fréquemment contestés de l'ALA en 2001, 2003 et 2004. HN Foerstel, l'auteur de Banned in the USA, un roman documentant les cas de censure aux États-Unis, déclare que « les censeurs prétendent protéger les jeunes et les personnes impressionnables de cette histoire tragique de héros grossiers parlant un langage vulgaire dans un cadre qui implique la critique de notre système social. Les principales raisons de la censure, comme l'a noté le Bureau de la liberté intellectuelle, sont « un langage offensant, le racisme, inadapté à la tranche d'âge, la violence ».
L'un des cas de tentative de censure du roman a commencé en 2004 dans la ville de Normal, dans l'Illinois, lorsqu'un groupe de parents et de membres de la communauté du district scolaire a proposé un ensemble de livres qui pourraient être lus à la place du roman de Steinbeck et qui abordait les mêmes thèmes que Des souris et des hommes, sans contenir les insultes raciales auxquelles le groupe s'opposait. Le groupe a également suggéré que le livre soit retiré de la liste de lecture obligatoire permanente pour un programme d'anglais de deuxième année, il n'a pas demandé que le livre soit interdit. Le groupe a apprécié que le roman ait traité des injustices du passé, mais croyait que les livres alternatifs qu'ils proposaient « abordaient les questions multiculturelles et socialement sensibles d'une manière significative, respectueuse », contrairement au roman de Steinbeck. 

#### Ne tirez pas sur l'oiseau moqueur
To Kill a Mockingbird (Ne tirez pas sur l'oiseau moqueur) (1960), de Harper Lee, est rapidement devenu célèbre après avoir remporté le prix Pulitzer et a depuis été considéré comme un classique américain. Le roman aborde les problèmes de viol et d'inégalité raciale, mais est très apprécié pour ses thèmes universels qui peuvent plaire à de nombreux lecteurs. Le roman a été censuré depuis sa publication en 1960 et est apparu dans les dix livres les plus fréquemment contestés de l'ALA en 2009 et 2011. Le roman a été considéré comme répréhensible car il traite de l'injustice raciale, des systèmes de classe, des rôles de genre, de la perte de l'innocence tout en discutant de la violence, du viol, de l'inceste et de l'autorité, et en utilisant un langage cru. En juillet 1996, le surintendant du district scolaire de Moss Point dans le Mississippi a annoncé que Ne tirez pas sur l'oiseau moqueur serait examiné par un groupe de parents, de membres de la communauté et d'enseignants après une plainte du révérend Greg Foster concernant les descriptions raciales du roman et la discussion sur l'activité sexuelle. Le roman a finalement été interdit d'accès dans le district scolaire. Une autre tentative a été initiée par un résident de Cherry Hill, New Jersey, en 2008, qui s'est opposé à ce que Ne tirez pas sur l'oiseau moqueur fasse partie du programme d'études d'anglais du lycée. Le demandeur avait des problèmes avec la façon dont les Afro-Américains étaient traités dans le roman et craignait que les descriptions ne dérangent les étudiants noirs qui lisaient le roman. Au lieu d'interdire le livre, le conseil scolaire a voté à l'unanimité son maintien au programme et a préféré répondre aux craintes exprimées en prodiguant une formation sur la sensibilité raciale aux enseignants ayant programmé l'étude du roman.

#### L'Attrape-cœurs
The Catcher in the Rye (L'Attrape-cœurs) de JD Salinger, a été publié pour la première fois en 1951 et a depuis été à la fois fréquemment contesté et enseigné. Dans les années 1980, il « avait la caractéristique inhabituelle d'être le livre le plus souvent censuré du pays et, en même temps, le deuxième roman le plus enseigné dans les écoles publiques ». L'American Library Association l'a considéré comme le livre le plus censuré de 1966 à 1975 et le dixième livre le plus contesté de 1990 à 1999,. Le roman apparaît également comme le deuxième meilleur et le plus classique des romans du XXe siècle sur la base d'une liste élaborée par le Radcliffe Publishing Course.
La majorité des objections portaient sur la langue du roman, mais le livre mentionne également la prostitution, la sexualité et la consommation d'alcool chez les mineurs, comme relevé par la critique de livre publiée par l'organisation Focus on the Family, un groupe américain conservateur. L'ALA cite parmi les motifs de censure avancés « un langage offensant, sexuellement explicite, inadapté à la tranche d'âge ». Le premier cas de censure dont le livre ait jamais été témoin a eu lieu en 1960 lorsqu'il a été interdit dans un district scolaire de Tulsa, en Oklahoma, et que l'enseignant de onzième année qui avait programmé le livre a été licencié en raison de son contenu douteux. Une contestation à Paris, dans le Maine en 1996 a permis à L'Attrape-cœurs de continuer à servir de support d'enseignement au lycée du district, en contrepartie de la diffusion aux parents de la liste des livres étudiés, en leur laissant finalement la prérogative de décider ce que leurs enfants devaient lire, au détriment du programme envisagé par l'école.

#### La sérieHarry Potter
La série de sept livres Harry Potter de JK Rowling est très populaire depuis la sortie du premier roman en 1997, menant à la sortie de huit films basés sur la série et d'un parc d'attractions inspiré par les personnages. Harry Potter a suscité autant de controverse que d'obsessions : la série était le livre le plus souvent contesté en 2001 et 2002, avant de tomber au deuxième rang des livres le plus contesté en 2003. L'ALA cite parmi les motifs avancés en vue de sa censure « anti-famille, occultisme/satanisme, point de vue religieux, violence », mais l'American Civil Liberties Union du rapport « Free People Lire Librement » du Texas a également cité les préoccupations sur le contenu sexuel.
Dans un cas à Lawrenceville, en Géorgie, en 2007, un parent a demandé que les livres Harry Potter soient gardés hors des salles de classe, suggérant que les romans encourageaient la pratique de la sorcellerie et contenaient de la violence ne convenant pas à sa fille de 15 ans, comme le prouvaient ses tentatives d'imitation des actes de sorcellerie pratiqués par les personnages de la série. L'avocate du conseil scolaire, Victoria Sweeney, a défendu les raisons pour lesquelles les romans devaient être conservés en classe, notant qu'ils encourageaient la fascination des enfants pour la lecture et exploraient des thèmes tels que le bien triomphant du mal. Le conseil a finalement décidé à l'unanimité de garder les livres en classe car ils avaient le potentiel de susciter la créativité et l'imagination, ainsi qu'un amour pour l'apprentissage et la lecture.

#### Fun Home
En octobre 2006, une résidente de Marshall, Missouri, a tenté de faire retirer le roman graphique Fun Home d'Alison Bechdel de la Marshall Public Library. Le livre aborde les thèmes de l'orientation sexuelle, des rôles de genre, du suicide, de la violence psychologique, de la vie familiale dysfonctionnelle et du rôle de la littérature dans la compréhension de soi et de sa famille. La décision de les conserver en rayon a été prise après une audience publique, la directrice de la bibliothèque ayant toutefois fait valoir en préambule que presque tous les livres étaient susceptibles d'être considérés comme offensants par une personne ou une autre.
En 2013, le thème de l'homosexualité a valu au livre une autre tentative de faire retirer des listes de lecture d'une université de Caroline du Sud. Cette tentative a échoué, mais l'université a vu en représailles ses crédits amputés,.

### Organisations opposées à la censure des livres
Fondée en 1876, l'American Library Association est la plus ancienne et la plus grande association de bibliothèques au monde dont les objectifs sont de « diriger le développement, la promotion et l'amélioration des services de bibliothèque et d'information et de la profession de bibliothécaire afin d'améliorer l'apprentissage et d'assurer l'accès à l'information pour tous  ». La Freedom to Read Foundation se concentre davantage sur les questions juridiques concernant la censure des livres. L'un de leurs principaux objectifs est de « fournir des conseils juridiques, lesquels peuvent ou non être directement employés par la Fondation, et de fournir un soutien aux bibliothèques et aux bibliothécaires qui subissent des injustices juridiques ». Fondée le 20 novembre 1969, l'association a déposé son premier recours devant la Cour suprême des États-Unis dans l'affaire Kaplan v. Californie. L'affaire impliquait un propriétaire de librairie « pour adultes » qui a été reconnu coupable d'avoir « violé une loi californienne sur l'obscénité en vendant un livre non illustré à couverture simple contenant du matériel descriptif répétitif de nature explicitement sexuelle ». La Freedom to Read Foundation a porté l'affaire devant la Cour suprême et a déposé « une requête demandant à la Cour d'examiner un mémoire traitant des questions constitutionnelles posées par le nouveau test d'obscénité à trois volets dans Miller v. Californie ». La requête a finalement été rejetée, car la Cour a statué que les droits du premier amendement ne s'appliquaient qu'à « la littérature sérieuse ou aux œuvres politiques ».

### Semaine du livre interdit
Sur le site Web d'ALA, il y a une section de « Livres interdits et contestés » et le site publie chaque année la liste de la plupart des livres interdits et contestés ; il organise également la Semaine du livre interdit, « un événement annuel célébrant la liberté de lire » qui se déroule généralement au cours de la dernière semaine de septembre. La Semaine du livre interdit est le produit d'une alliance nationale entre diverses organisations qui s'efforcent de faire connaître les livres censurés. Elle a été fondée par Judy Krug, une bibliothécaire militant en faveur du premier amendement et par l'Association des éditeurs américains (Association of American Publishers) en 1982 dans le but de porter les livres interdits « à l'attention du public américain », . En l'an 2000, les objectifs de cet événement se sont élargis pour « rassembler l'ensemble de la communauté du livre ; bibliothécaires, libraires, éditeurs, journalistes, enseignants et lecteurs de tous types, dans un soutien commun à la liberté de rechercher et d'exprimer idées, même celles que certains considèrent comme peu orthodoxes ou impopulaires » . La coalition qui parraine désormais la semaine chaque année se compose de l'American Library Association (ALA), de l' American Booksellers Association, de la Fondation américaine des libraires pour la liberté d'expression (ABFFE), de l' Association of American Publishers, de l' American Society of Journalists and Authors, et bénéficie du soutien du Centre du livre de la Bibliothèque du Congrès. Désormais, l'objectif de la Semaine du livre interdit n'est pas seulement d'inviter les étudiants et autres lecteurs à regarder des livres censurés ou contestés, mais aussi de plaider en faveur de la liberté littéraire dans les écoles, les bibliothèques et tous les lieux impliquant des livres. Son objectif le plus actuel est « d'enseigner l'importance de nos droits du premier amendement et le pouvoir de la littérature, et d'attirer l'attention sur le danger qui existe lorsque des restrictions sont imposées à la disponibilité de l'information dans une société libre ». Ces dernières années, la semaine du livre interdit s'est étendue des seuls livres à la question du filtrage de tout matériel académique par les écoles. Cela inclut les logiciels qui suppriment des services tels que YouTube, les réseaux sociaux et les jeux. La position de l'Association américaine des bibliothécaires scolaires sur tous les filtrages est qu'il est important pour les étudiants de dépasser « les exigences fixées par la Federal Communications Commission dans son Child Internet Protection Act ».
Cependant, si la semaine reçoit généralement un accueil positif, cela ne veut pas dire qu'elle est exempte de critiques. Tom Minnery, vice-président de Focus on the Family, affirme que « l'ALA a de manière irresponsable menti sur les livres « interdits » pendant trop longtemps » et que « rien n'est« interdit » », avis partagé par Ruth Graham sur Slate Magazine,. Elle pense que célébrer la semaine de l'interdiction des livres confond les problèmes de censure des livres dans les bibliothèques publiques et dans les bibliothèques scolaires, où les cas réels de censure sont plutôt minimes. Les groupes qui contestent généralement de nombreux livres, tels que Focus on the Family, s'opposent souvent à la Semaine du livre interdit, mais cela ne veut pas dire que tout le monde l'est. Maddie Crum, un écrivain pour le Huffington Post, plaide pour la défense de la semaine, déclarant que l'évènement aide à garder les gens conscients du fait que le droit des Américains à la liberté d'expression est souvent limité et dans de nombreux cas difficile à obtenir.

## Avis d'auteurs interdits

### John Green
Le roman de l'auteur américain John Green, Looking for Alaska, a été contesté en raison d'un « langage offensant » et de « descriptions sexuellement explicites. Défendant son travail, Green dit que le roman « soutient vraiment d'une manière assez pointue que les baisers émotionnellement intimes peuvent être beaucoup plus épanouissants que le sexe oral émotionnellement vide ». L'ALA le protège, déclarant que « les défis n'impliquent pas simplement une personne exprimant un point de vue ; ils sont plutôt une tentative de retirer du matériel du programme ou de la bibliothèque, restreignant ainsi l'accès des autres. En tant que tels, ils constituent une menace pour la liberté d'expression et de choix"

### David Guterson
Le premier roman de David Guterson La neige tombait sur les cèdres été répertorié comme l'un des livres les plus interdits[réf. nécessaire], ayant été comparé à de la pornographie et décrit comme sexuellement inapproprié. Alors qu'il écrivait son deuxième roman, Guterson a déclaré qu'il était « toujours difficile d'écrire un autre livre » et qu'il avait « une peur mortelle » de voir ses livres interdits.

## Liste d'autres livres censurés
L'American Library Association, en particulier l'Office of Intellectual Freedom, tient depuis 1990 une liste des livres les plus contestés aux États-Unis (en). Il s'agit d'une liste incomplète de livres, qui comporte à la fois des ouvrages de fiction et de non-fiction contestés ou effectivement censurés.
En 2018, la bibliothèque du Congrès monte une exposition sur les livres censurés « qui ont façonné l'Amérique », à partir de la sélection de la semaine du livre interdit, et relève la présence des ouvrages suivants :
- Les Aventures de Huckleberry Finn, Mark Twain
- L'Autobiographie de Malcolm X, Malcolm X et Alex Haley, 1965 (Grove Press)
- Beloved, Toni Morrison, 1987
- Bury My Heart at Wounded Knee, Dee Brown, 1970
- L'Appel de la forêt, Jack London, 1903
- Catch 22, Joseph Heller, 1961
- L'Attrape-cœurs, J.D. Salinger, 1951
- Fahrenheit 451, Ray Bradbury, 1953
- Pour qui sonne le glas, Ernest Hemingway, 1940
- Autant en emporte le vent, Margaret Mitchell, 1936
- Les Raisins de la colère, John Steinbeck, 1939
- Gatsby le Magnifique, F. Scott Fitzgerald, 1925
- Howl, Allen Ginsberg, 1956
- De sang-froid, Truman Capote, 1966
- etc[22].